# Feature driven development
Feature driven development (FDD, разработка, управляемая функциональностью) — итеративная методология разработки программного обеспечения, одна из гибких методологий разработки (agile). FDD представляет собой попытку объединить наиболее признанные в индустрии разработки программного обеспечения методики, принимающие за основу важную для заказчика функциональность (свойства) разрабатываемого программного обеспечения. Основной целью данной методологии является разработка реального, работающего программного обеспечения систематически, в поставленные сроки.

## История
FDD была изначально предложена Джеффом Де Люкой (англ. Jeff De Luca) для проекта (рассчитанного на 15 месяцев и 50 человек) по разработке программного обеспечения для одного крупного сингапурского банка в 1997 году. Де Люка выделил набор из пяти процессов, охватывающий как разработку общей модели, так и ведение списка, планирование, проектирование и реализацию элементов функциональности (англ. feature).
Первое описание FDD появилось в 1999 году в главе 6 книги Java Modeling in Color with UML. В книге A Practical Guide to Feature-Driven Development (2002 год) описание FDD было обобщено, и в частности избавлено от привязок к конкретному языку программирования.

## Обзор
FDD включает в себя пять базовых видов деятельности:
1. разработка общей модели;
2. составление списка необходимых функций системы;
3. планирование работы над каждой функцией;
4. проектирование функции;
5. реализация функции.

Первые два процесса относятся к началу проекта. Последние три осуществляются для каждой функции. Разработчики в FDD делятся на «хозяев классов» и «главных программистов». Главные программисты привлекают хозяев задействованных классов к работе над очередным свойством. Работа над проектом предполагает частые сборки и делится на итерации, каждая из которых предполагает реализацию определенного набора функций.

### Разработка общей модели
Разработка начинается с высокоуровневого сквозного анализа широты решаемого круга задач и контекста системы. Далее для каждой моделируемой области делается более детальный сквозной анализ. Сквозные описания составляются в небольших группах и выносятся на дальнейшее обсуждение и экспертную оценку. Одна из предлагаемых моделей или их объединение становится моделью для конкретной области. Модели каждой области задач объединяются в общую итоговую модель, которая изменяется в ходе работы.

### Составление списка возможностей (функций)
Информация, собранная при построении общей модели, используется для составления списка функций. Это осуществляется разбиением областей (англ. domain) на подобласти (предметные области, англ. subject areas) с точки зрения функциональности. Каждая отдельная подобласть соответствует какому-либо бизнес-процессу, шаги которого становятся списком функций (свойств). В данном случае функции — это маленькие части понимаемых пользователем функций, представленных в виде «<действие> <результат> <объект>», например, «проверка пароля пользователя». Разработка каждой функции должна занимать не более 2 недель, иначе задачу необходимо разбить на несколько подзадач, каждая из которых сможет быть завершена за установленный двухнедельный срок.

### План по свойствам (функциям)
После составления списка основных функций, наступает черёд составления плана разработки программного обеспечения. Владение классами распределяется среди ведущих программистов путём упорядочивания и организации свойств (или наборов свойств) в классы.

### Проектирование функций
Для каждого свойства создается проектировочный пакет. Ведущий программист выделяет небольшую группу свойств для разработки в течение двух недель. Вместе с разработчиками соответствующего класса ведущий программист составляет подробные диаграммы последовательности для каждого свойства, уточняя общую модель. Далее пишутся «болванки» классов и методов, и происходит критическое рассмотрение дизайна.

### Реализация функции
После успешного рассмотрения дизайна данная видимая клиенту функциональность реализуется до состояния готовности. Для каждого класса пишется программный код. После модульного тестирования каждого блока и проверки кода завершенная функция включается в основной проект (англ. build).

## Этапы
Так как функции малы, то их разработка — относительно легкая задача. Для мониторинга проекта по разработке ПО и предоставления точных данных о развитии проекта необходимо протоколировать разработку каждого свойства (функции). FDD выделяет шесть последовательных этапов для каждой функции (свойства). Первые три полностью завершаются в процессе проектирования, последние три — в процессе реализации. Для удобства контроля за выполнением работ на каждом этапе показывается процент его готовности (выполнения). В таблице ниже приведены основные этапы. Функция, которая всё ещё находится в разработке, завершена на 44 % (Анализ области 1 % + Дизайн 40 % + Проверка дизайна 3 % = 44 %)
| Анализ области | Дизайн | Проверка дизайна | Код  | Проверка кода | Включение в сборку |
| 1 %            | 40 %   | 3 %              | 45 % | 10 %          | 1 %                |

## Передовой опыт
FDD построен на основе набора передового опыта (набора наилучших практик), признанного в отрасли и полученного из инженерии программного обеспечения. Эти практические методы строятся с точки зрения важного для клиента функционала. Ниже дано краткое описание каждого метода:
- Объектное моделирование области. Объектное моделирование состоит из исследования и выяснения рамок предметной области решаемой задачи. Результатом является общий каркас, который можно в дальнейшем дополнять функциями.
- Разработка по функции. Любая функция, которая слишком сложна для разработки в течение двух недель, разбивается на меньшие подфункции до тех пор, пока каждая подзадача не может быть названа свойством (то есть, быть реализована за 2 недели). Это облегчает создание корректно работающих функций, расширение и модификацию системы.
- Индивидуальное владение классом (кодом). Означает, что каждый блок кода закреплён за конкретным владельцем-разработчиком. Владелец ответственен за согласованность, производительность и концептуальную целостность своих классов.
- Команда по разработке функций (свойств). Команда по разработке функций (свойств) — маленькая, динамически формируемая команда разработчиков, занимающаяся небольшой подзадачей. Позволяет нескольким разработчикам участвовать в дизайне свойства, а также оценивать дизайнерские решения перед выбором наилучшего.
- Проверка кода (англ. code review) Проверки обеспечивают хорошее качество кода, в первую очередь путём выявления ошибок.
- Конфигурационное управление. Помогает с идентификацией исходного кода для всех функций (свойств), разработка которых завершена на текущий момент, и с протоколированием изменений, сделанных разработчиками классов.
- Регулярная сборка. Регулярная сборка гарантирует, что всегда есть продукт (система), которая может быть представлена заказчику, и помогает находить ошибки при объединении частей исходного кода на ранних этапах.
- Обозримость хода работ и результатов. Частые и точные отчёты о ходе выполнения работ на всех уровнях внутри и за пределами проекта о выполненной работе помогают менеджерам правильно руководить проектом.